# Ivan Mažuranić
Ivan Mažuranić (11 août 1814 - 4 août 1890) est un poète, linguiste et homme politique croate. 
Il fut une des figures les plus importantes dans la vie culturelle croate au milieu du XIXe siècle.

## Biographie
Ivan Mažuranić est ban du royaume de Croatie-Slavonie de 1873 à 1880.